# 赫蒂·范德沃
赫蒂·范德沃（荷蘭語：Hetty van de Wouw，1998年5月29日—），荷兰女子自行车运动员，2018年世界场地自行车锦标赛女子团体竞速赛银牌得主、2019年欧洲运动会女子团体竞速赛铜牌得主。